# Pudingbesar
Pudingbesar is een bestuurslaag in het regentschap Bangka van de provincie Bangka-Belitung, Indonesië. Pudingbesar telt 4451 inwoners (volkstelling 2010).